# Coelotes vignai
Coelotes vignai là một loài nhện trong họ Amaurobiidae.
Loài này thuộc chi Coelotes. Coelotes vignai được Paolo Marcello Brignoli miêu tả năm 1978.